# Мирпуа (Жер)

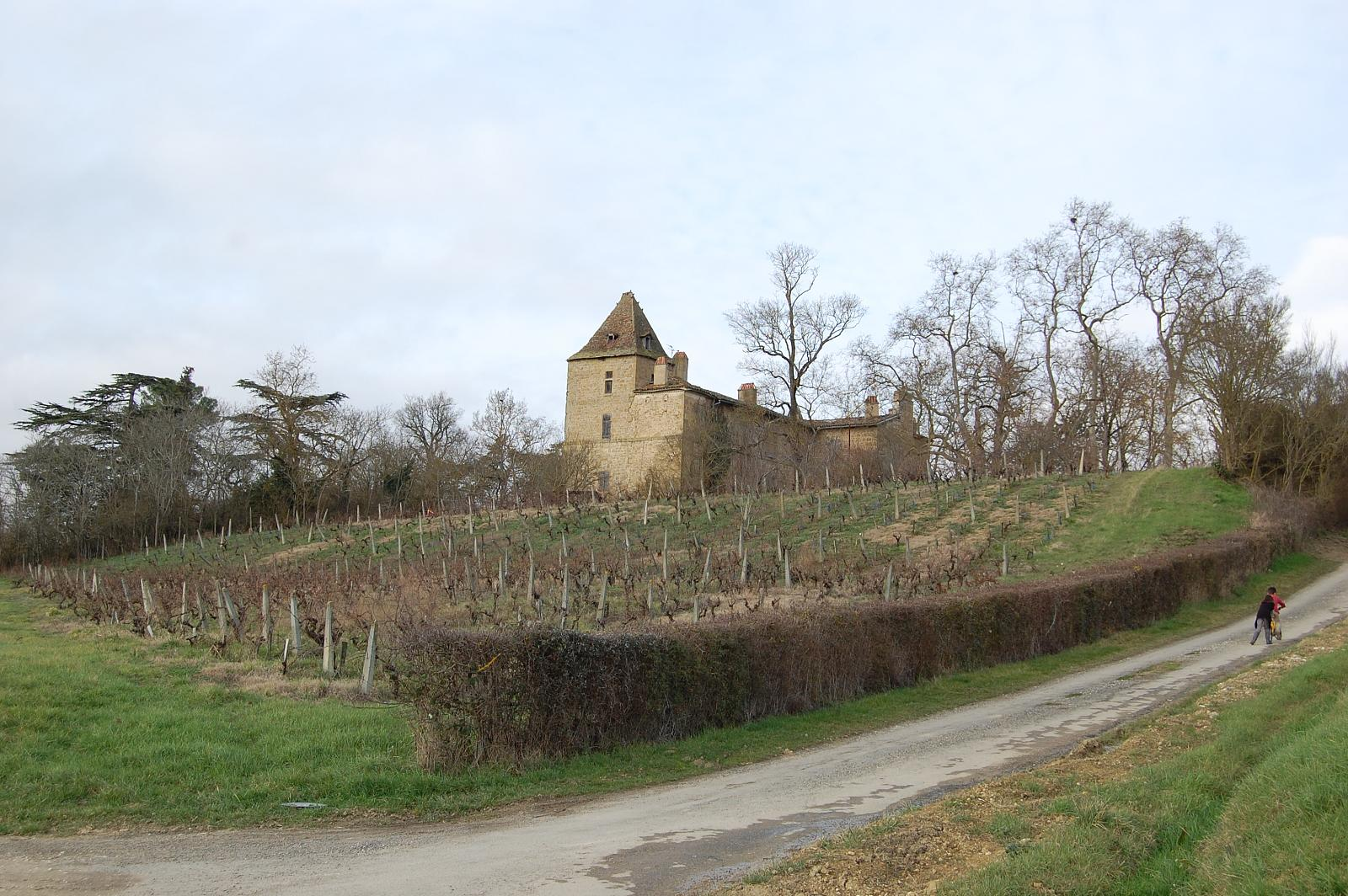
Замок Ревельон

Мирпуа (фр. Mirepoix, окс. Mirapeish) — коммуна во Франции, находится в регионе Юг-Пиренеи. Департамент коммуны — Жер. Округ коммуны — Ош. Территория Мирпуа находится в исторической области Гасконь. Коммуна расположена в 11 километрах севернее центра департамента, города Ош.
Находящийся здесь, хорошо сохранившийся, построенный в XV столетии замок Ревельон, принадлежал первоначально феодальному роду Пардальон де Гондри, позднее им владел граф де Мирабо. С 1761 года им владеет род де Бац, известнейшим из представителей которого был капитан королевских мушкетёров XVII столетия д'Артаньян.
1. 1 2  база данных о французских коммунах — Национальный географический институт Франции, 2015.
2. ↑  https://data.geopf.fr/telechargement/download/GEOFLA/GEOFLA_2-2_COMMUNE_SHP_LAMB93_FXX_2016-06-28/GEOFLA_2-2_COMMUNE_SHP_LAMB93_FXX_2016-06-28.7z — 2016.